# Elizabeth Needham

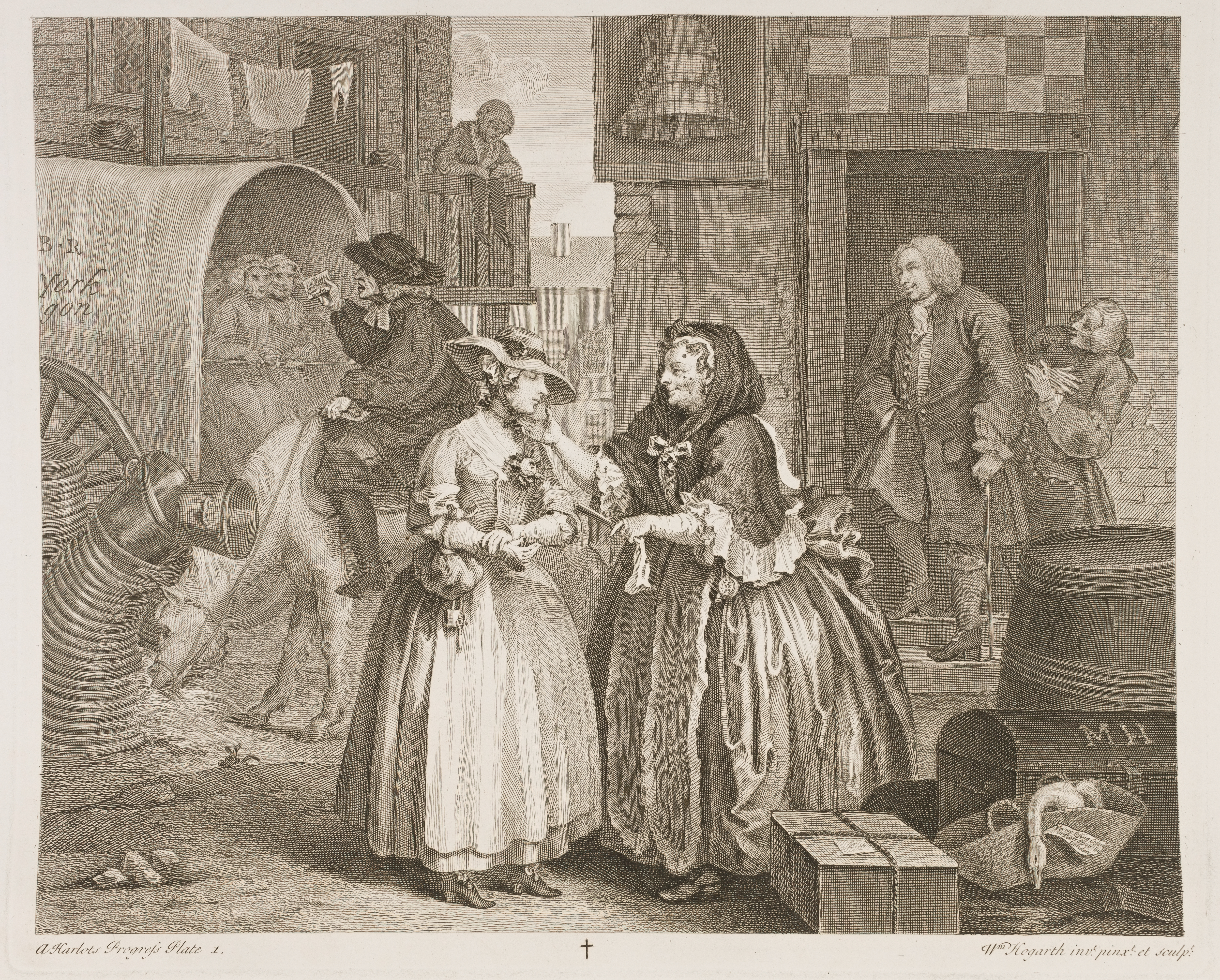
Elizabeth Needham (a la derecha) retratada por William Hogarth en A Harlot's Progress

Elizabeth Needham (fallecida el 3 de mayo de 1731),  también conocida como Mother Needham ("Madre Needham"), fue una proxeneta inglesa y dueña de un burdel en el Londres del siglo XVIII. Se la ha identificado como la alcahueta Moll Hackbaut en las ilustraciones de William Hogarth en su serie de grabados satíricos, A Harlot's Progress (La carrera de una prostituta). Aunque Needham era famosa en el Londres de su tiempo, se recuerda muy poco de su vida y no ha llegado ningún retrato genuino hasta el presente. Su casa era la más exclusiva de Londres y sus clientes provenían de los estratos más altos de la sociedad, pero, a veces, ella chocaba con la moral de los reformistas del momento y murió como resultado de un duro tratamiento tras ser sentenciada a permanecer en la picota.

## Personalidad
No existen datos sobre sus primeros años, pero al llegar a la mediana edad era conocida en Londres como la dueña de un burdel en Park Place, St. James. Su casa era considerada como la más exclusiva de Londres, superando a las del barrio de Covent Garden, e incluso a la de otra famosa alcahueta de aquellos tiempos, Mother Wisebourne. Se decía que aún permanecía atractiva en su madurez; Hogarth la describe como "una alcahueta atractiva... bien vestida con seda", pero menciona "manchas en su rostro" y en su cuadro su cara parece estar marcada por la viruela. Tenía varios apodos: Bird, Howard, Blewit y Trent son algunos de los que se le atribuyen, aunque Mother Bird era también el nombre de otra dueña de un burdel que fue remitida a la cárcel de Newgate junto con Needham en 1724. Needham era aparentemente poco educada con las chicas y mujeres que trabajaban para ella. Estaban obligadas a alquilarle los vestidos y, si no eran capaces de pagar sus exorbitantes precios, las forzaba a estar con más clientes o las enviaba a la cárcel de deudores hasta que satisfacían sus demandas. Cuando se hacían demasiado viejas o enfermas para atraer a los clientes, las expulsaba.
Needham obtenía sus prostitutas de muchas fuentes, incluyendo las casas de otros dueños de burdeles, las sintecho de Covent Garden que dormían en la calle, de la Tom King's Coffee House y, según parece, de subastas, pero, tal y como retrata el grabado de Hogarth, sobre todo encontraba chicas y mujeres frescas venidas del campo. El ensayista Richard Steele la encontró pujando por una chica recién llegada cuando iba en la búsqueda de un carro que le traía objetos provenientes del campo. La describía como "taimada" y parecía amistosa y cautivadora con sus empleadas potenciales, revelando su despiadado carácter solo cuando ya estaban bajo su techo; en The Dunciad, Alexander Pope advierte que no "... se alardee de las palabras del estilo de Mother Needham". Pope la menciona una vez más al final de The Dunciad (1728), haciendo referencia a su fétida boca y, de nuevo, junto a otras madams del momento, en los últimos versos de su epístola Coronation Epistle (que fueron suprimidas en algunas ediciones del poema desde 1769 hasta 1954).
Henry Fielding hace referencia a ella en su Pasquin (1736) y utilizó la representación de Hogarth sobre ella como modelo para su Mother Punchbowl en The Covent-Garden Tragedy (1732). La alcahueta Mary Davys en Accomplish'd Rake de 1727 es denominada como "Mother N-d-m" y obtenía chicas jóvenes y frescas del campo, tal y como hacía Needham.

## Clientes
Los principales clientes eran el coronel Francis Charteris y su primo el Duque de Wharton - Charteris se encuentra recostado en la entrada tras Needham en la ilustración de Hogarth. Ronald Paulson sugiere que la modelo para Moll Hackbout de la primera escena de Hogarth es Ann Bond, atraída por Needham y violada por Charteris. Charteris, también conocido como "Rape-master general" ("el maestro de las violaciones"), fue condenado y sentenciado a muerte como resultado de la violación de Bond, aunque después fue absuelto. El nombre de Needham no fue mencionado durante los procedimientos legales.

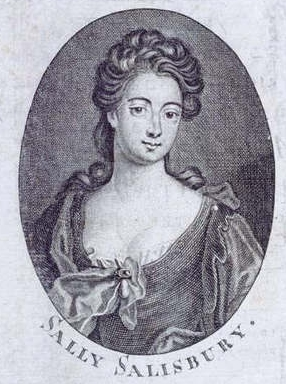
La conexión con Sally Salisbury solo sirvió para realzar la reputación de la casa de Needham.

Quizá Needham presentó a Charteris y Sally Salisbury alrededor de 1708. Salisbury era la prostituta sublime de aquellos días y Charteris la conservó por un corto periodo de tiempo como amante al principio de su carrera. Cuando su alcahueta anterior, Mother Wisebourne, muere en 1719, ella pasa a ser miembro de la casa de Needham y trajo con ella una clientela proveniente de los más altos rangos de la sociedad. Salisbury trajo más fama a la casa de Needham implicando a otra de sus chicas en el robo de la ropa del conde de Cardigan. Las dos mujeres le acompañaron al Mercado Nuevo donde él se emborrachó y, tras dejarlo en la cama, le robaron su ropa y sus joyas y volvieron a Londres. El conde se tomó el suceso como una broma.
Algunas ideas sobre la reputación de la casa de Heedham pueden recogerse en una de las Joe Miller's Jests, que la involucran pidiendo a su propietario que espere su dinero hasta que el Parlamento y la Asamblea se sentaran, y en ese momento ella sería capaz de pagarle diez veces más y, por un obituario satírico prematuro publicado en el London Journal. Este describe un testamento en el que ella distribuye unos regalos apropiados a sus clientes famosos: "una ilustración de Sodoma y Gomorra para acompañar a D-n; una onza de Mercuris Dulcis para Beau C-e, de St. Martin's Lane; su patrimonio para el duque de Warton, su biblioteca para Ned C* y una receta para curar una gonorrea al pequeño Quibus". En la época, no se les sacarían los colores a las personas mencionadas mediante la omisión de sus nombres completos, por lo que su identificación actualmente es una conjetura. 
Su clientela bien conectada pudo haberle permitido escapar de ser arrestada. A pesar de la idea popular de que Sally Salisbury apuñalara en 1723 a John Finch, el hijo de los duques de Winchelsea, en su casa (en realidad ocurrió en la taberna Three Tuns en Covent Garden), la primera vez que Needham fue allanada fue en 1724.
Los agentes encontraron "dos mujeres en la cama con dos hombres distinguidos". Los hombres se libraron, pero las mujeres fueron enviadas a Tothill Fields Bridewell para llevar a cabo trabajos forzados. El castigo de Needham en esta ocasión no se registra, pero parece que estaba encarcelada en septiembre cuando su casa se quemó, matando a uno de sus residentes, el capitán Barbute, un oficial francés. En 1728, varias de sus pupilas fueron arrestadas, pero parece ser que ella se libró del castigo.

## Arresto, condena y muerte
A finales de 1730, John Gonson, un juez de paz y ferviente simpatizante de la Society for the Reformation of Manners ("Sociedad para la reforma de los modales"), sin duda debido al caso de violación de Charteris, empezó a realizar redadas en burdeles por todo Londres. A principios de 1731, llegó a St. James, donde algunos residentes de Park Place informaron de "una casa notoriamente alborotadora en ese barrio". Lo cierto es que la casa de Needham era más que conocida, habiendo servido a los escalones superiores de la sociedad durante años, pero fue arrestada por Gonson y enviada a la garita por Justice Railton. 
El 29 de abril de 1731, Needham fue arrestada por mantener una "casa alborotadora", multada con un chelín y sentenciada a permanecer dos veces en la picota "para encontrar una garantía de su buena conducta durante tres años". El 30 de abril se la llevó a la picota cercana a Park Place por primera vez. Quizás por sus contactos, se le permitió permanecer tumbada boca abajo frente a la picota y se pagó a varios guardas para protegerla. A pesar de esto, recibió un ataque tan fuerte por parte de la turba que se temió que muriera antes de que su castigo fuera completado. Las multitudes que se reunieron para verla en la picota fueron tan grandes que un niño cayó sobre los pinchos de hierro de una verja mientras intentaba conseguir una buena vista y murió. 
Needham bajó de la picota viva, pero falleció el 3 de mayo de 1731, un día antes de la fecha prevista para bajar de la picota (esta vez en New Palace Yard) la segunda vez. Con sus últimas palabras quiso expresar el gran miedo a tener que permanecer en la picota de nuevo después del gran castigo que recibió la primera vez. El Grub Street Journal, el periódico satírico afín a Alexander Pope y otros amigos de Hogarth, de manera sardónica declararon que la población "actuó de manera muy desagradecida, considerando todo lo que ella había hecho para ayudarles". Su deceso se celebró con una rima burlona:
Damas de Drury, ahora lloran
sus voces aullando ahora se alzan
por la vieja Mother Needham, que es enterrada.
Y amargos serán todos sus días.
La que se vestía de satén fino
¿Quién la instruía en el juego
de la fianza, quién en ocasiones encontraría
Dolly y vergüenza? [a]
ahora es puesta en su tumba...
Hogarth aún trabajaba en su A Harlot's Progress cuando falleció, por lo que nunca pudo llegar a verse inmortalizada. Aunque había otras proxenetas preparadas para ocupar su lugar, hasta que Mother Douglas no se encargara del King's Head en Covent Garden en 1741, ningún burdel reapareció con una reputación tal como el de Needham.